# فرانك برينان
فرانك برينان (بالإنجليزية: Frank Brennan)‏ (23 أبريل 1924 في المملكة المتحدة - 5 مارس 1997 بنيوكاسل أبون تاين في المملكة المتحدة) هو مدرب كرة قدم ولاعب كرة قدم بريطاني (وحمل سابقاً جنسية المملكة المتحدة لبريطانيا العظمى وأيرلندا) في مركز قلب الدفاع. شارك مع منتخب اسكتلندا لكرة القدم. أما مع النوادي، فقد لعب مع نيوكاسل يونايتد ونادي أردريونيانز.

## وصلات خارجية
- فرانك برينان على موقع الاتحاد الإسكتلندي (الإنجليزية)
- فرانك برينان على موقع قاعدة بيانات كرة القدم.إي يو (الإنجليزية)
- فرانك برينان على موقع Soccerbase.com (لاعب) (الإنجليزية)
- فرانك برينان على موقع Soccerbase.com (مدرب) (الإنجليزية)